# Génis
« Genis » redirige ici. Pour les autres significations, voir Genis (homonymie).
Génis est une commune française située dans le département de la Dordogne, en région Nouvelle-Aquitaine.

## Géographie

### Généralités
Dans le quart nord-est du département de la Dordogne, en Périgord central, la commune de Génis est arrosée par l'Auvézère, qui creuse des gorges parfois profondes d'une centaine de mètres, et par son affluent le Dalon.
Huit kilomètres au nord d'Hautefort et neuf kilomètres à l'est d'Excideuil, le bourg de Génis se trouve au croisement des routes départementales (RD) 5, 5E3, 72E1 et 72E4.
Le territoire communal est également desservi par les RD 4, 72E1, 76 et 704, le principal axe de communication de la commune.
Entre les communes de Saint-Mesmin et d'Anlhiac, un sentier de grande randonnée, anciennement nommé GR 646 et devenu « GR 36 accès » sur les cartes du Géoportail, traverse le territoire communal du nord-est à l'ouest sur neuf kilomètres, longeant en partie l'Auvézère dans ses gorges, passant devant le moulin de Pervendoux.

### Communes limitrophes
Génis est limitrophe de huit autres communes. À l'ouest, le territoire de Preyssac-d'Excideuil est distant d'environ 270 mètres.
| Lanouaille     | Savignac-Lédrier | Saint-Mesmin |
| Anlhiac        | Génis            | Salagnac     |
| Cherveix-Cubas | Boisseuilh       | Sainte-Trie  |

### Géologie et relief

#### Géologie
Situé sur la plaque nord du Bassin aquitain et bordé à son extrémité nord-est par une frange du Massif central, le département de la Dordogne présente une grande diversité géologique. Les terrains sont disposés en profondeur en strates régulières, témoins d'une sédimentation sur cette ancienne plate-forme marine. Le département peut ainsi être découpé sur le plan géologique en quatre gradins différenciés selon leur âge géologique. Génis est dans le gradin extrême nord-est que constitue le dernier contrefort du Massif central, avec des roches cristallines formées à l'ère primaire, antérieurement au Carbonifère.
Les couches affleurantes sur le territoire communal sont constituées de formations superficielles du Quaternaire, de roches sédimentaires  datant pour certaines du Cénozoïque, et pour d'autres du Mésozoïque et du Paléozoïque. La formation la plus ancienne, notée δψ, fait partie de l'Unité supérieure des gneiss (USG) et est composée d'éclogites et amphibolites dérivées, en petits corps ou bancs minces (Cambrien à Silurien). La formation la plus récente, notée Fy3-z, fait partie des formations superficielles de type alluvions subactuelles à actuelles. Le descriptif de ces couches est détaillé dans  les feuilles « no 736 - Saint-Yrieix-la-Perche » et « no 760 - Juillac » de la carte géologique au 1/50 000 de la France métropolitaine, et leurs notices associées,.

Carte géologique de Génis.

#### Relief et paysages
Le département de la Dordogne se présente comme un vaste plateau incliné du nord-est (491 m, à la forêt de Vieillecour dans le Nontronnais, à Saint-Pierre-de-Frugie) au sud-ouest (2 m à Lamothe-Montravel). L'altitude du territoire communal varie quant à elle entre 140 m et 373 m,.
Dans le cadre de la Convention européenne du paysage entrée en vigueur en France le 1er juillet 2006, renforcée par la loi du 8 août 2016 pour la reconquête de la biodiversité, de la nature et des paysages, un atlas des paysages de la Dordogne a été élaboré sous maîtrise d’ouvrage de l’État et publié en octobre 2020. Les paysages du département s'organisent en huit unités paysagères et 14 sous-unités. La commune est dans l'unité paysagère du « Périgord limousin » qui correspond à la région naturelle du Nontronnais. Ce territoire forme un plateau collinaire aux pentes douces et sommets arasés, d’altitude moyenne autour des 300 m dont le point culminant est également celui de la Dordogne. Ce plateau cristallin est vallonné et dominé par les prairies aux horizons boisés. Il est entaillé de vallées profondes aux versants forestiers,.
La superficie cadastrale de la commune publiée par l'Insee, qui sert de référence dans toutes les statistiques, est de 25,92 km2,,. La superficie géographique, issue de la BD Topo, composante du Référentiel à grande échelle produit par l'IGN, est quant à elle de 26,97 km2.

### Hydrographie

#### Réseau hydrographique
La commune est située dans le bassin de la Dordogne au sein du Bassin Adour-Garonne. Elle est drainée par l'Auvézère, le Dalon, le ruisseau de Gabourat et par divers petits cours d'eau, qui constituent un réseau hydrographique de 35 km de longueur totale,.
L'Auvézère, d'une longueur totale de 112,19 km, prend sa source en Corrèze dans la commune de Benayes et se jette dans l'Isle en rive droite, en limite de Bassillac et Auberoche et Escoire, face à Antonne-et-Trigonant,. Elle traverse la commune du nord-est au sud-ouest sur près de dix kilomètres, marquant la limite territoriale sur plus de deux kilomètres et demi, en deux tronçons, face à Saint-Mesmin et à Anlhiac.
Le Dalon, d'une longueur totale de 17,53 km, prend sa source dans la commune de Segonzac et se jette dans l'Auvézère en rive gauche à Génis, face à Anlhiac,. Il arrose la commune au sud sur près de cinq kilomètres et demi, dont un et demi en limite de Boisseuilh.
Affluent de rive droite de l'Auvézère, le ruisseau de Gabourat borde la commune au nord-est sur plus de deux kilomètres, face à Saint-Mesmin.

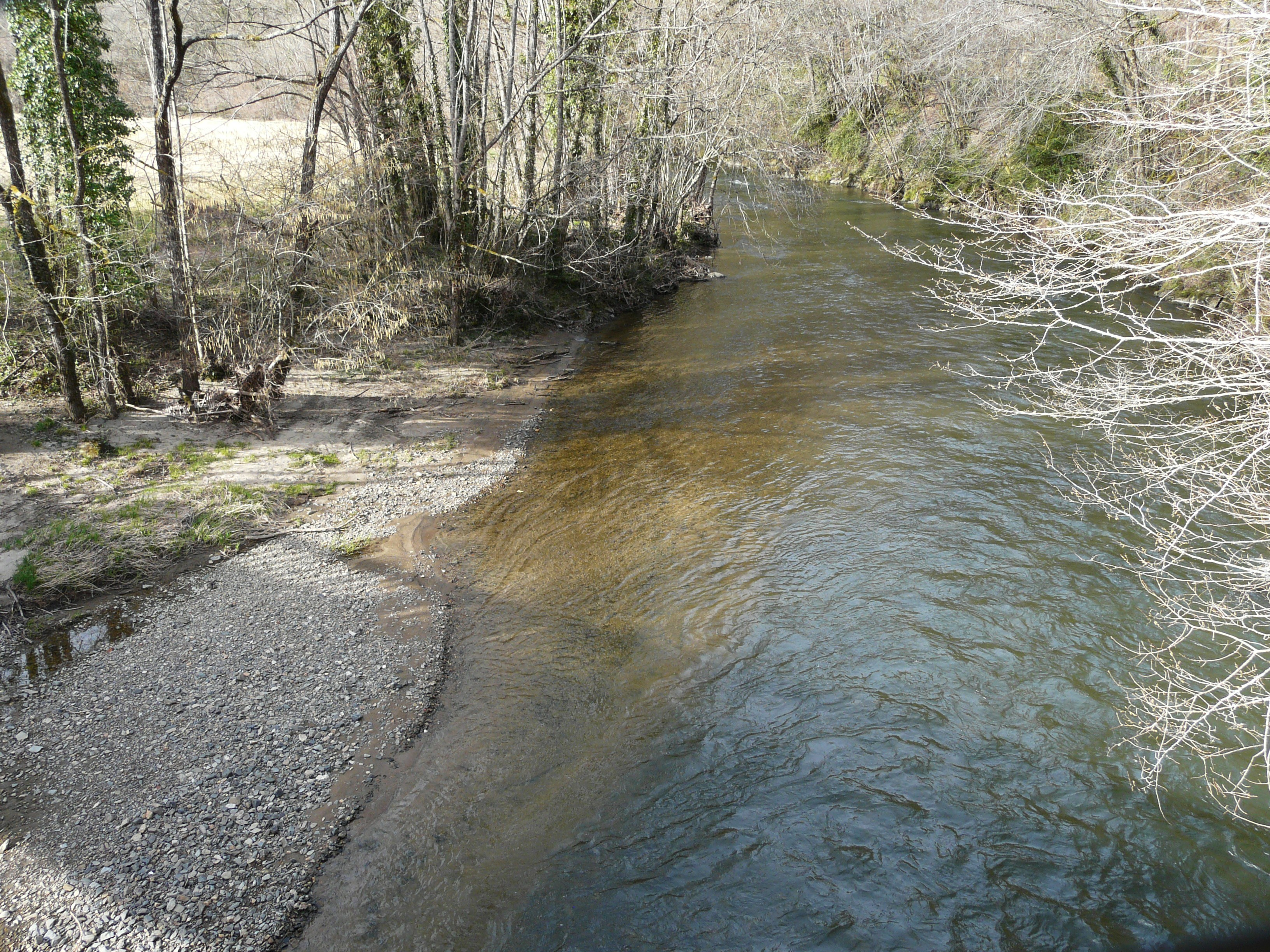
L'Auvézère au pont de Pervendoux.
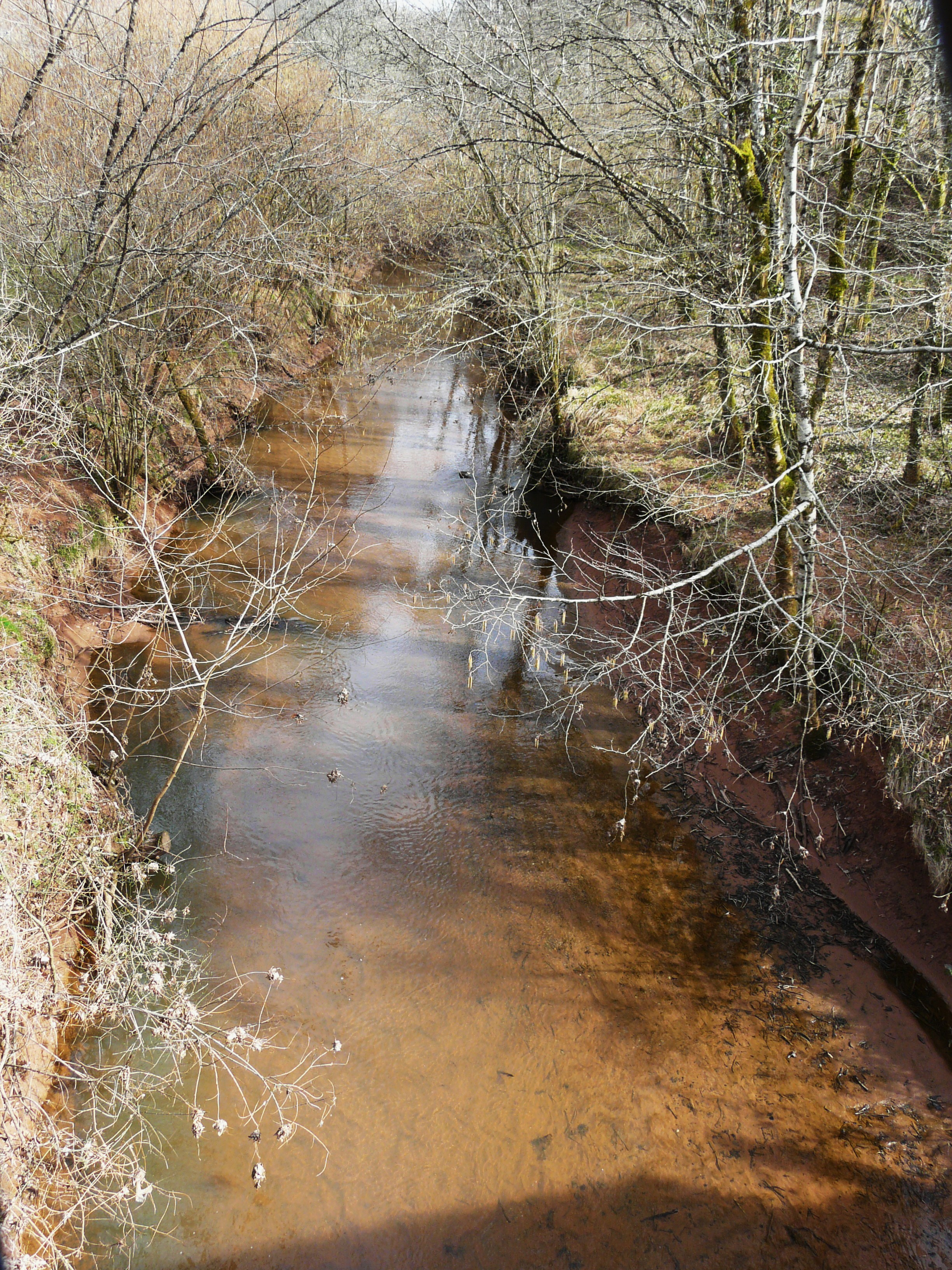
Le Dalon au lieu-dit les Montagnes.
Réseaux hydrographique et routier de Génis.

#### Gestion et qualité des eaux
Le territoire communal est couvert par le schéma d'aménagement et de gestion des eaux (SAGE) « Isle - Dronne ». Ce document de planification, dont le territoire regroupe les bassins versants de l'Isle et de la Dronne, d'une superficie de 7 500 km2, a été approuvé le 2 août 2021. La structure porteuse de l'élaboration et de la mise en œuvre est l'établissement public territorial de bassin de la Dordogne (EPIDOR). Il définit sur son territoire les objectifs généraux d’utilisation, de mise en valeur et de protection quantitative et qualitative des ressources en eau superficielle et souterraine, en respect des objectifs de qualité définis dans le troisième SDAGE  du Bassin Adour-Garonne qui couvre la période 2022-2027, approuvé le 10 mars 2022.
La qualité des eaux de baignade et des cours d’eau peut être consultée sur un site dédié géré par les agences de l’eau et l’Agence française pour la biodiversité.

### Climat
Pour des articles plus généraux, voir Climat de la Nouvelle-Aquitaine et Climat de la Dordogne.
Historiquement, la commune est exposée à un climat océanique aquitain.  
En 2020, Météo-France publie une typologie des climats de la France métropolitaine dans laquelle la commune est exposée à un climat océanique altéré et est dans la région climatique  Ouest et nord-ouest du Massif Central, caractérisée par une pluviométrie annuelle de 900 à 1 500 mm, maximale en automne et en hiver.
Pour la période 1971-2000, la température annuelle moyenne est de 11,7 °C, avec  une amplitude thermique annuelle de 15 °C. Le cumul annuel moyen de précipitations est de 1 068 mm, avec 12,4 jours de précipitations en janvier et 7,7 jours en juillet. Pour la période 1991-2020, la température moyenne annuelle observée sur la station météorologique la plus proche, située sur la commune de Voutezac à 22 km à vol d'oiseau, est de 12,2 °C et le cumul annuel moyen de précipitations est de 1 014,2 mm,. Pour l'avenir, les paramètres climatiques de la commune estimés pour 2050 selon différents scénarios d’émission de gaz à effet de serre sont consultables sur un site dédié publié par Météo-France en novembre 2022.

## Urbanisme

### Typologie
Au 1er janvier 2024, Génis est catégorisée commune rurale à habitat très dispersé, selon la nouvelle grille communale de densité à 7 niveaux définie par l'Insee en 2022.
Elle est située hors unité urbaine et hors attraction des villes,.

### Occupation des sols
L'occupation des sols de la commune, telle qu'elle ressort de la base de données européenne d’occupation biophysique des sols Corine Land Cover (CLC), est marquée par l'importance des territoires agricoles (60,4 % en 2018), une proportion sensiblement équivalente à celle de 1990 (60,3 %). La répartition détaillée en 2018 est la suivante : 
zones agricoles hétérogènes (54,5 %), forêts (39,5 %), prairies (6 %), milieux à végétation arbustive et/ou herbacée (0,1 %). L'évolution de l’occupation des sols de la commune et de ses infrastructures peut être observée sur les différentes représentations cartographiques du territoire : la carte de Cassini (XVIIIe siècle), la carte d'état-major (1820-1866) et les cartes ou photos aériennes de l'IGN pour la période actuelle (1950 à aujourd'hui).

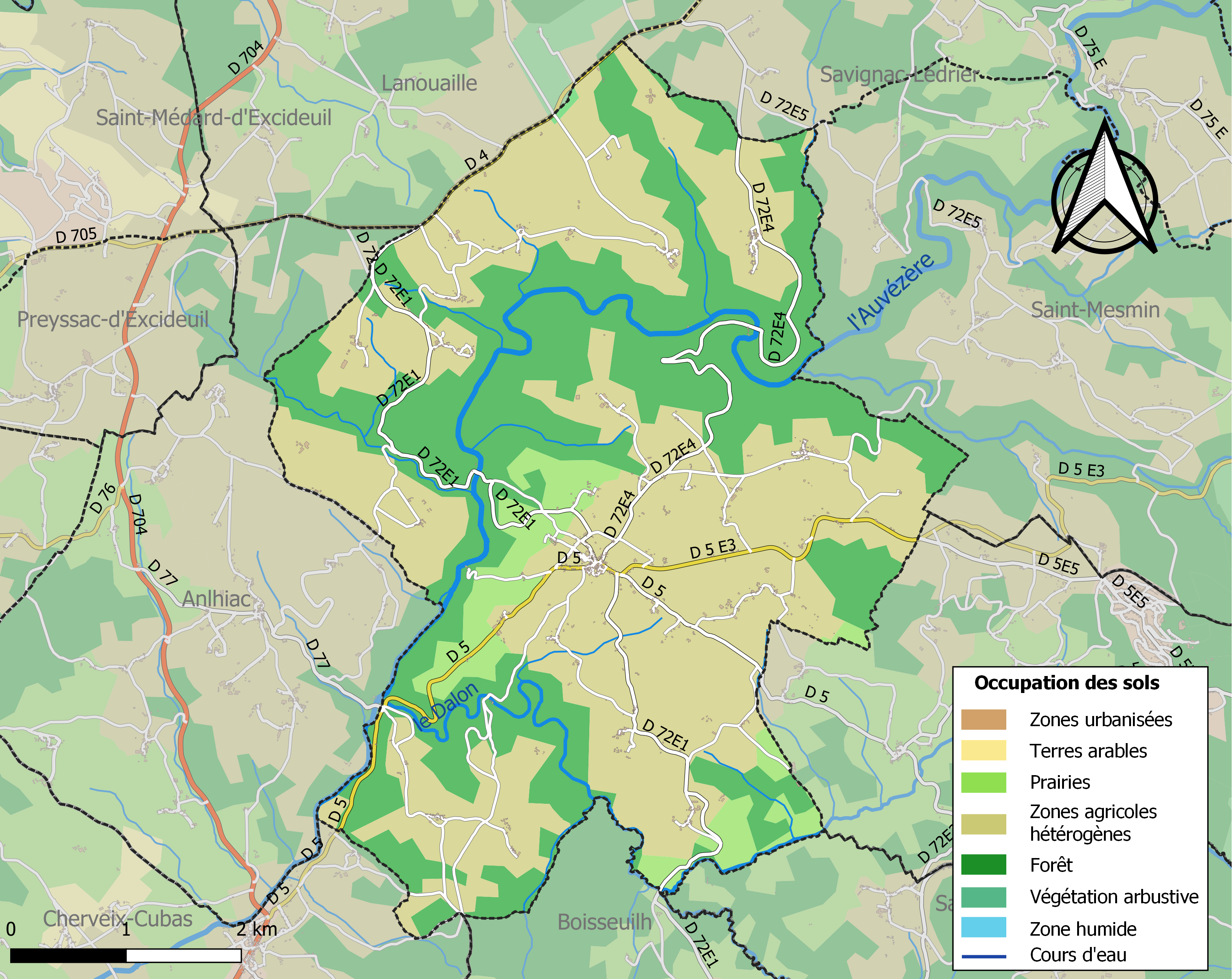
Carte des infrastructures et de l'occupation des sols de la commune en 2018 (CLC).

### Prévention des risques
Le territoire de la commune de Génis est vulnérable à différents aléas naturels : météorologiques (tempête, orage, neige, grand froid, canicule ou sécheresse), inondations, feux de forêts, mouvements de terrains et séisme (sismicité très faible). Il est également exposé à un risque particulier : le risque de radon. Un site publié par le BRGM permet d'évaluer simplement et rapidement les risques d'un bien localisé soit par son adresse soit par le numéro de sa parcelle.

#### Risques naturels
Certaines parties du territoire communal sont susceptibles d’être affectées par le risque d’inondation par débordement de cours d'eau, notamment l'Auvézère, le Dalon et. La commune a été reconnue en état de catastrophe naturelle au titre des dommages causés par les inondations et coulées de boue survenues en 1982, 1993, 1999 et 2007,.
Génis est exposée au risque de feu de forêt. L’arrêté préfectoral du 14 mars 2013 fixe les conditions de pratique des incinérations et de brûlage dans un objectif de réduire le risque de départs d’incendie. À ce titre, des périodes sont déterminées : interdiction totale du 15 février au 15 mai et du 15 juin au 15 octobre, utilisation réglementée du 16 mai au 14 juin et du 16 octobre au 14 février. En septembre 2020, un plan inter-départemental de protection des forêts contre les incendies (PidPFCI) a été adopté pour la période 2019-2029,.

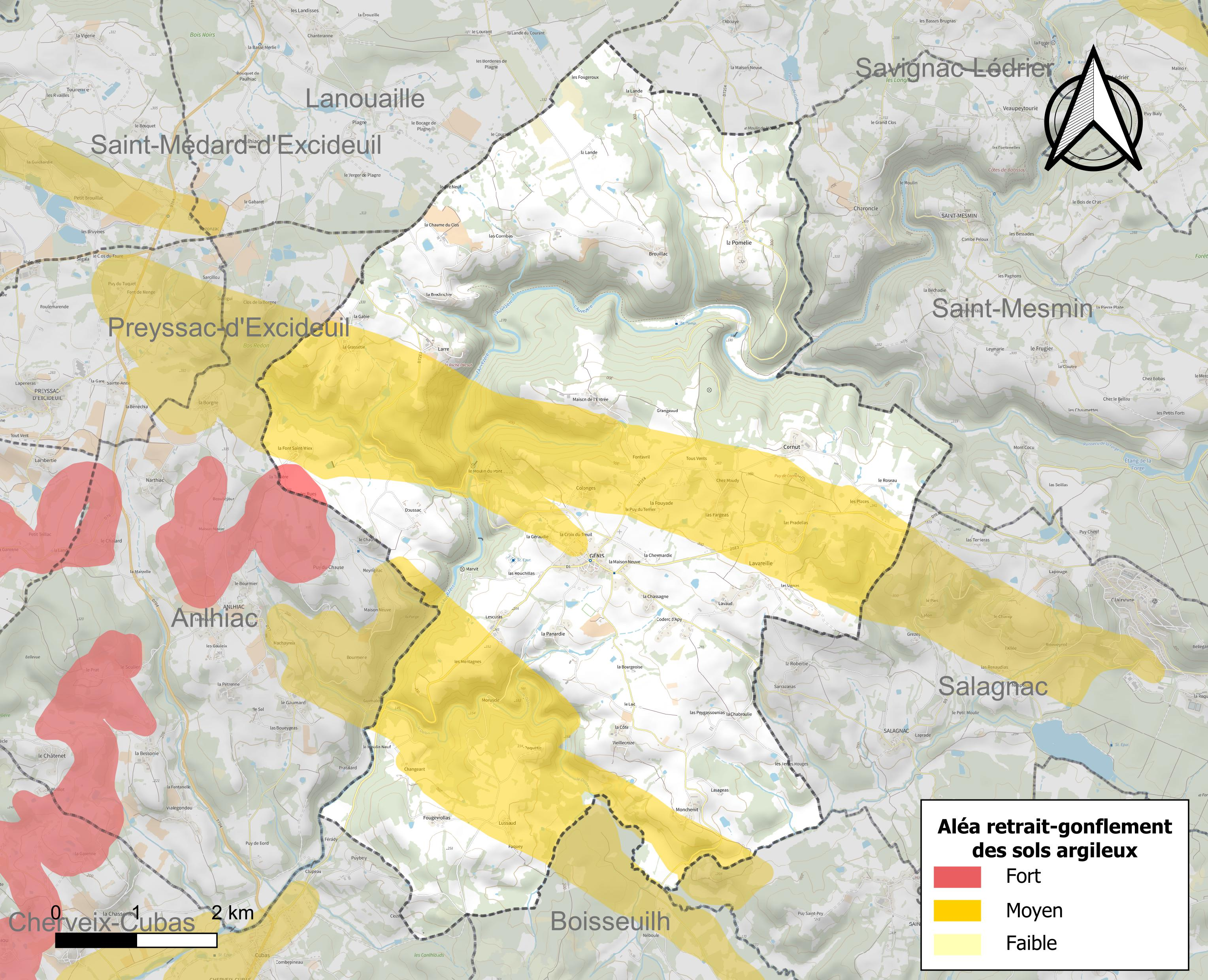
Carte des zones d'aléa retrait-gonflement des sols argileux de Génis.

Les mouvements de terrains susceptibles de se produire sur la commune sont des tassements différentiels. Le retrait-gonflement des sols argileux est susceptible d'engendrer des dommages importants aux bâtiments en cas d’alternance de périodes de sécheresse et de pluie. 33,3 % de la superficie communale est en aléa moyen ou fort (58,6 % au niveau départemental et 48,5 % au niveau national métropolitain). Depuis le 1er octobre 2020, en application de la loi ÉLAN, différentes contraintes s'imposent aux vendeurs, maîtres d'ouvrages ou constructeurs de biens situés dans une zone classée en aléa moyen ou fort,.
La commune a été reconnue en état de catastrophe naturelle au titre des dommages causés par la sécheresse en 2011 et par des mouvements de terrain en 1999.

#### Risque particulier
Dans plusieurs parties du territoire national, le radon, accumulé dans certains logements ou autres locaux, peut constituer une source significative d’exposition de la population aux rayonnements ionisants. Selon la classification de 2018, la commune de Génis est classée en zone 3, à savoir zone à potentiel radon significatif.

## Toponymie
En occitan, la commune porte le nom de Janiç.

## Histoire
Sur la carte de Cassini représentant la France entre 1756 et 1789, le nom du village s'écrit Genis.
Lors de la création des départements français en 1790, la commune a d'abord brièvement fait partie de la Corrèze avant d'être rattachée en 1793, ainsi que neuf autres communes, à la Dordogne.
En 1944, jugeant la situation dans le sud-ouest explosive, Berlin décide de renforcer ses troupes en faisant venir de Paris la division SS motorisée du général Walter Brehmer. Arrivée dans le village le 2 avril, elle recherchait les juifs qui s'y trouvaient. Tous avaient fui sauf un couple qui avait choisi de rester. L'homme qui avait servi dans l'armée allemande lors de la grande Guerre ne voulait pas fuir, sa femme étant en mauvaise santé, et croyait être à l'abri. Les nazis les ont découverts, les ont fusillés au lieu-dit Tous-Vents et ont mis le feu à leur maison. Ils sont enterrés dans le cimetière du village. Le même jour, un cultivateur arrêté à Saint-Raphaël est lui aussi fusillé au lieu-dit les Montagnes.

## Politique et administration

### Rattachements administratifs et électoraux
La commune de Génis a, dès 1790, fait partie du département de la Corrèze.
En 1793, elle est rattachée au canton de Génis qui dépend du district d'Excideuil dans le département de la Dordogne. En 1801, le canton de Génis est supprimé, de même que les districts, et la commune est rattachée au canton d'Excideuil dépendant de l'arrondissement de Périgueux.
Dans le cadre de la réforme de 2014 définie par le décret du 21 février 2014, ce canton disparaît aux élections départementales de mars 2015. La commune est alors rattachée au canton d'Isle-Loue-Auvézère.
En 2017,Génis est rattachée à l'arrondissement de Nontron,.

### Intercommunalité
En 2009, Génis rejoint la communauté de communes Causses et Rivières en Périgord. Celle-ci est dissoute le 1er janvier 2017 et ses communes — hormis Savignac-les-Églises qui rejoint Le Grand Périgueux — sont rattachées à la communauté de communes du Pays de Lanouaille qui la même année prend le nom de communauté de communes Isle-Loue-Auvézère en Périgord.

### Administration municipale
La population de la commune étant comprise entre 100 et 499 habitants au recensement de 2017, onze conseillers municipaux ont été élus en 2020,.

### Liste des maires
| Période                                  | Période   | Identité                   | Étiquette | Qualité                    |
| ---------------------------------------- | --------- | -------------------------- | --------- | -------------------------- |
| Les données manquantes sont à compléter. |           |                            |           |                            |
|                                          |           |                            |           |                            |
|                                          |           | Jean Raynaud               |           | Entrepreneur en maçonnerie |
|                                          |           | Albert Jarjanette          |           | Artisan boucher charcutier |
| 1983                                     | mars 2001 | Daniel Quitet              |           | Architecte                 |
| mars 2001                                | mars 2008 | Jean-Daniel Cournil        |           | Artisan plâtrier peintre   |
| mars 2008                                | mai 2020  | Bruno Chapuis              | SE        | Professeur                 |
| mai 2020                                 | En cours  | Marianne Reynaud-Lasternas |           |                            |

## Équipements et services publics

### Eau
En 2024, la commune dépend du Syndicat intercommunal d'alimentation en eau potable (SIAEP) du Nord Est Périgord.

### Justice
Dans le domaine judiciaire, Génis relève : 
- du tribunal judiciaire, du tribunal pour enfants, du conseil de prud'hommes et du tribunal de commerce de Périgueux ;
- du pôle Nationalité du tribunal judiciaire de Périgueux (compétent uniquement dans le domaine de la nationalité) ;
- de la cour d'appel, du tribunal administratif et de la  cour administrative d'appel de Bordeaux.

## Population et société

### Démographie
L'évolution du nombre d'habitants est connue à travers les recensements de la population effectués dans la commune depuis 1793. Pour les communes de moins de 10 000 habitants, une enquête de recensement portant sur toute la population est réalisée tous les cinq ans, les populations de référence des années intermédiaires étant quant à elles estimées par interpolation ou extrapolation. Pour la commune, le premier recensement exhaustif entrant dans le cadre du nouveau dispositif a été réalisé en 2008.

En 2022, la commune comptait 508 habitants, en évolution de +8,32 % par rapport à 2016 (Dordogne : +0,37 %, France hors Mayotte : +2,11 %).
| 1793  | 1800 | 1806 | 1821  | 1831  | 1836  | 1841  | 1846  | 1851  |
| ----- | ---- | ---- | ----- | ----- | ----- | ----- | ----- | ----- |
| 1 391 | 823  | 902  | 1 265 | 1 393 | 1 429 | 1 435 | 1 484 | 1 492 |

| 1856  | 1861  | 1866  | 1872  | 1876  | 1881  | 1886  | 1891  | 1896  |
| ----- | ----- | ----- | ----- | ----- | ----- | ----- | ----- | ----- |
| 1 364 | 1 451 | 1 436 | 1 388 | 1 395 | 1 412 | 1 465 | 1 411 | 1 436 |

| 1901  | 1906  | 1911  | 1921  | 1926  | 1931  | 1936  | 1946  | 1954 |
| ----- | ----- | ----- | ----- | ----- | ----- | ----- | ----- | ---- |
| 1 517 | 1 510 | 1 516 | 1 267 | 1 164 | 1 110 | 1 156 | 1 007 | 968  |

| 1962 | 1968 | 1975 | 1982 | 1990 | 1999 | 2006 | 2008 | 2013 |
| ---- | ---- | ---- | ---- | ---- | ---- | ---- | ---- | ---- |
| 872  | 776  | 660  | 599  | 538  | 496  | 491  | 489  | 464  |

| 2018 | 2022 | - | - | - | - | - | - | - |
| ---- | ---- | - | - | - | - | - | - | - |
| 488  | 508  | - | - | - | - | - | - | - |

### Manifestations culturelles et festivités
- Fête locale le dernier week-end d'août[59].
- Salon d'automne des artisans et artistes (5e édition en novembre 2014)[60].

### Sports
- Au départ de Génis depuis 1988, le dernier dimanche d'octobre a lieu la Rand'Auvézère, randonnée pédestre (33e édition en 2024[61]).

## Économie

### Emploi
En 2015, parmi la population communale comprise entre 15 et 64 ans, les actifs représentent 163 personnes, soit 35,5 % de la population municipale. Le nombre de chômeurs (dix-huit) a augmenté par rapport à 2010 (seize) et le taux de chômage de cette population active s'établit à 11,0 %.

### Établissements
Au 31 décembre 2015, la commune compte quarante-deux établissements, dont dix-neuf au niveau des commerces, transports ou services, douze dans l'agriculture, la sylviculture ou la pêche, quatre relatifs au secteur administratif, à l'enseignement, à la santé ou à l'action sociale, quatre dans l'industrie, et trois dans la construction.

## Culture locale et patrimoine

### Lieux et monuments
- Église Notre-Dame-de-la-Nativité, romane du XIIe siècle. Elle renferme un bénitier du XVIIe siècle, classé monument historique au titre d'objet.
- Manoir de la Falesie, XVIIe siècle.
- Moulin de Pervendoux.

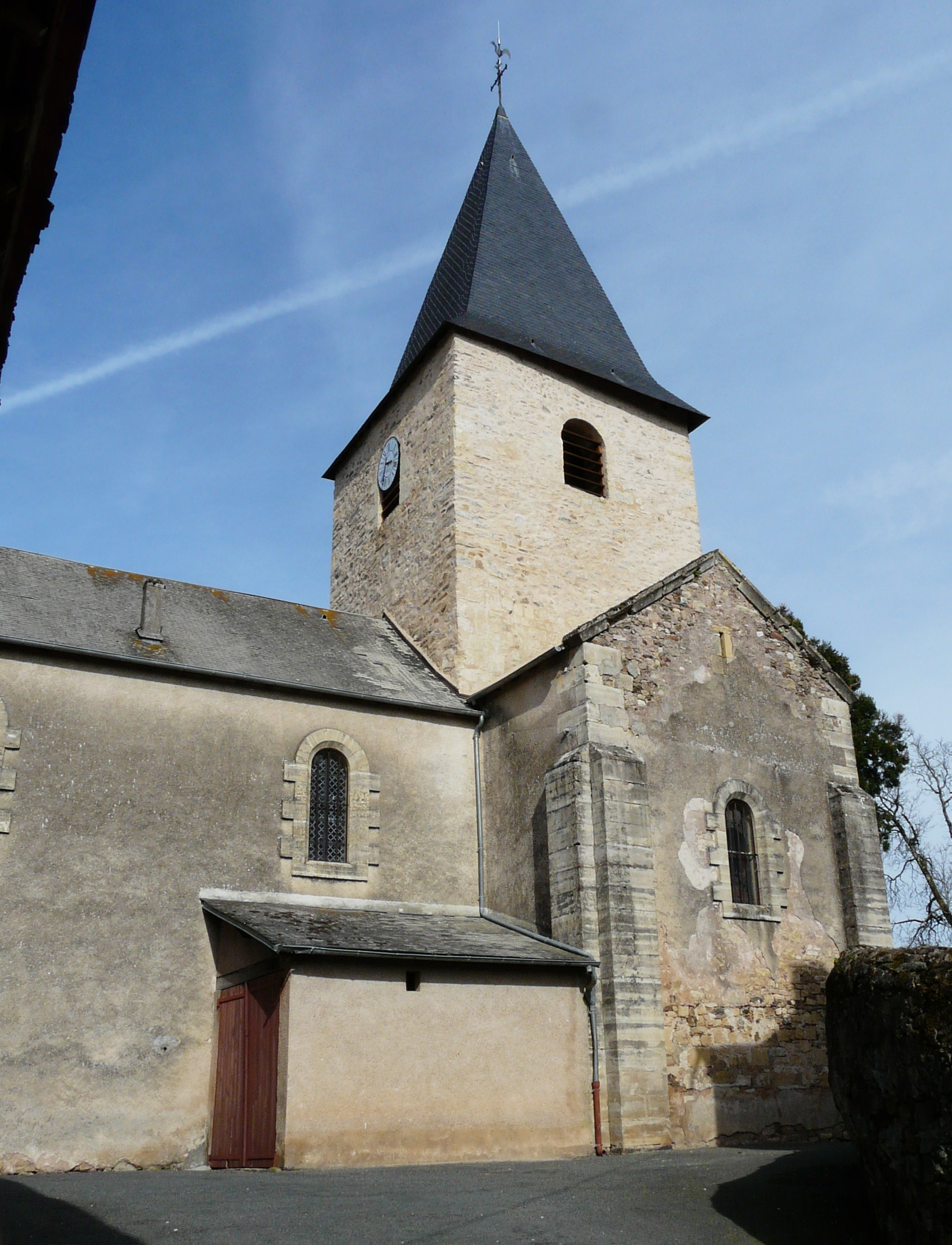
L'église Notre-Dame-de-la-Nativité.
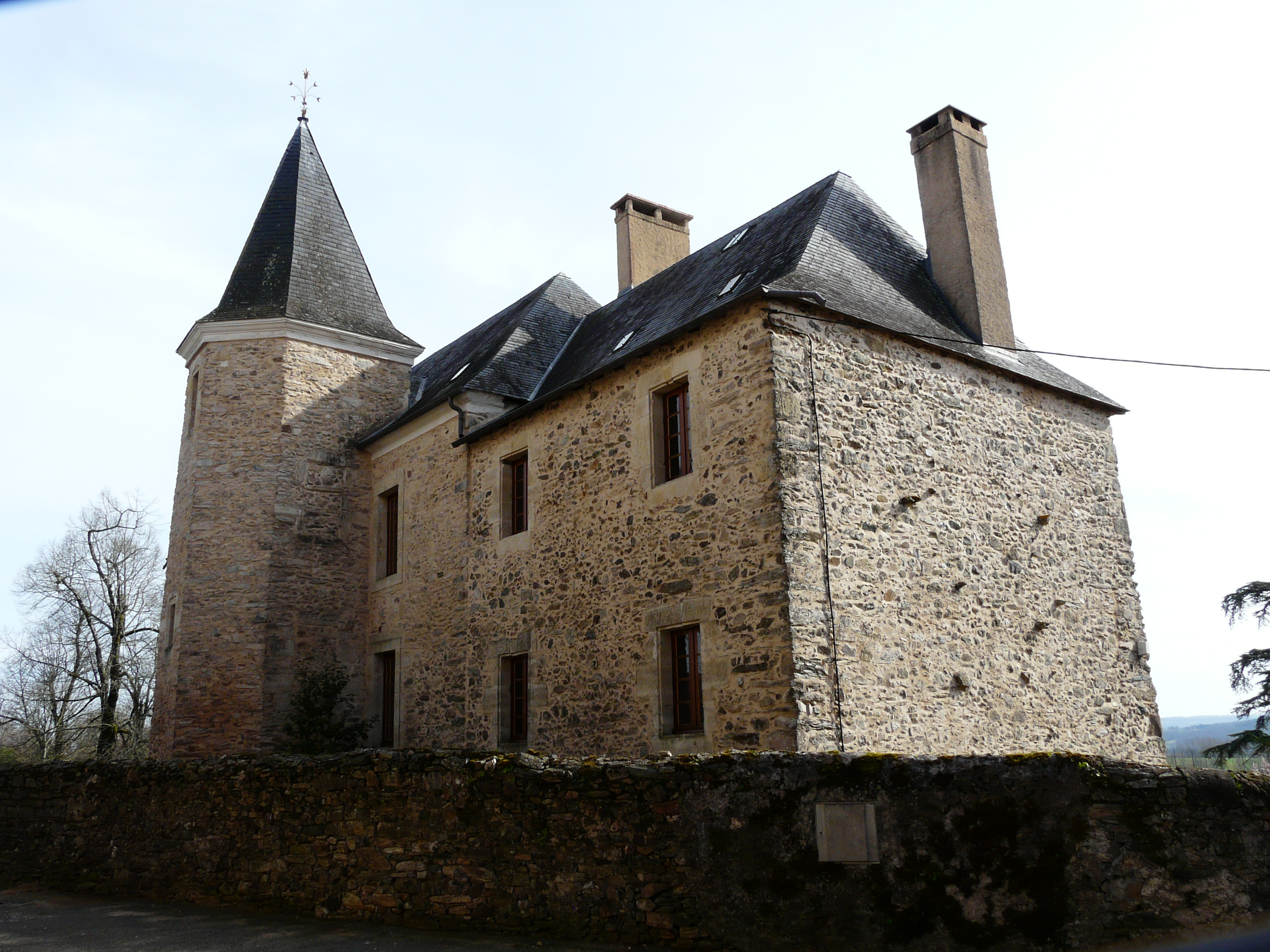
Le manoir de la Falesie.
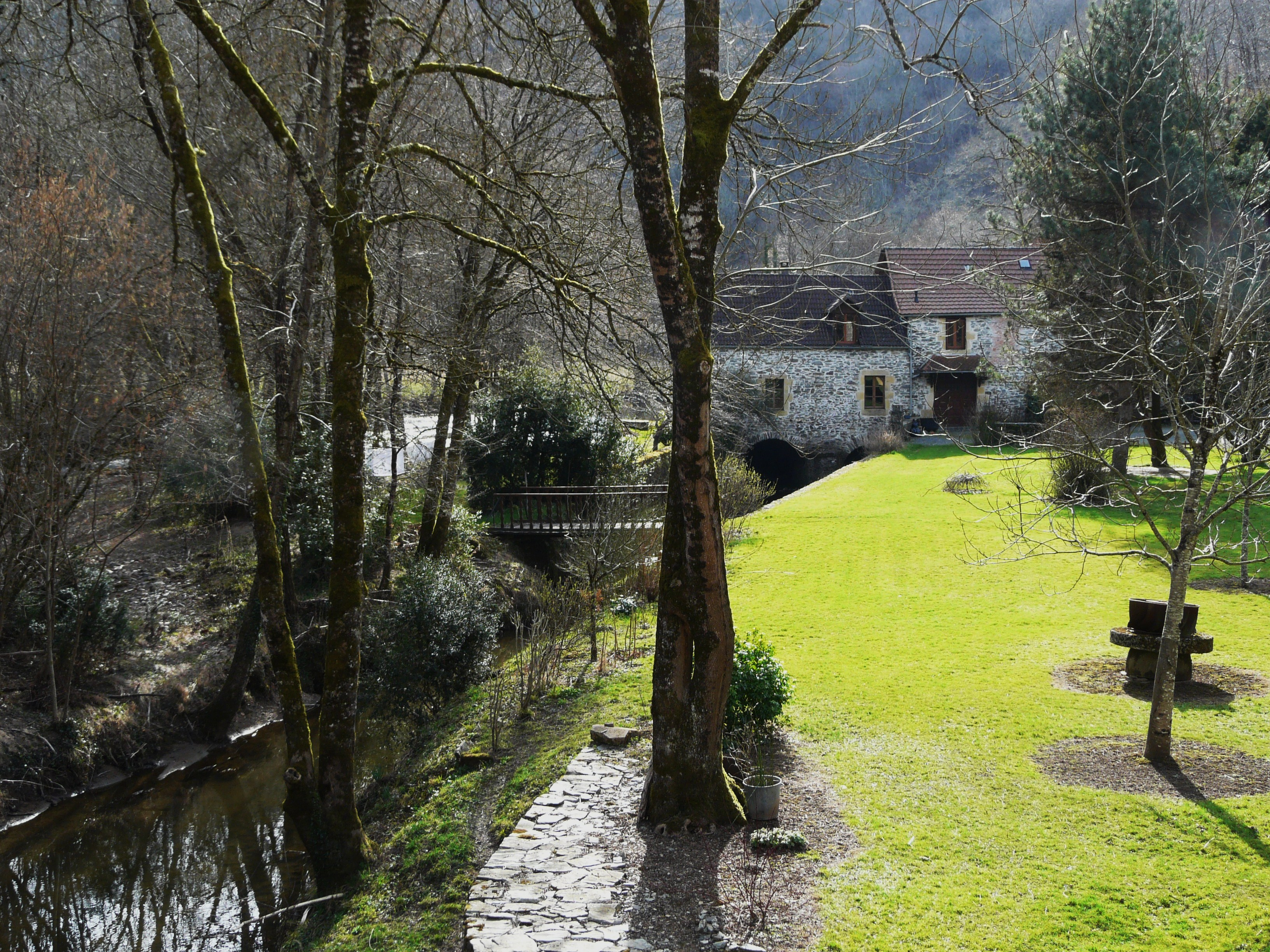
Le moulin de Pervendoux.
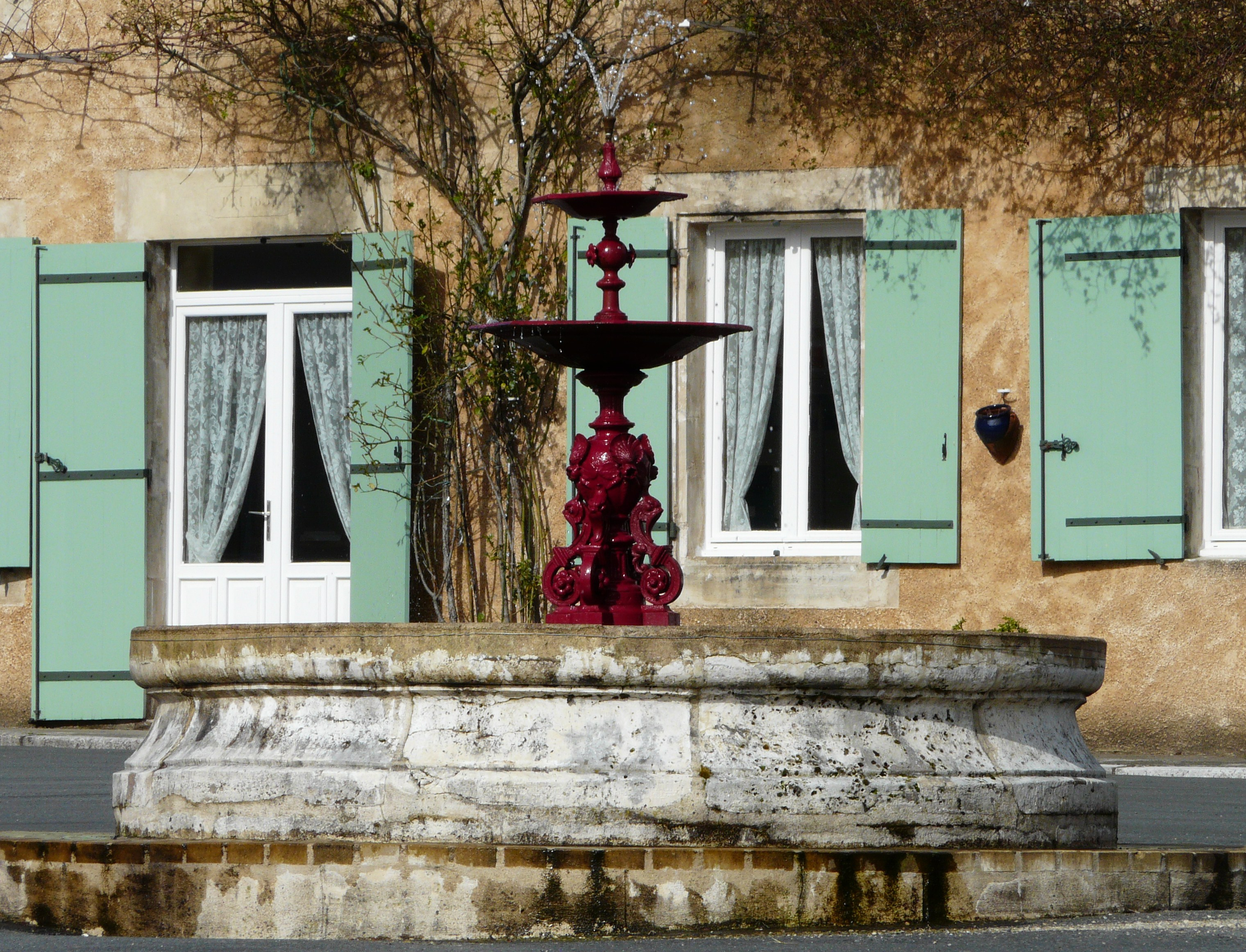
La fontaine du bourg.

### Patrimoine naturel

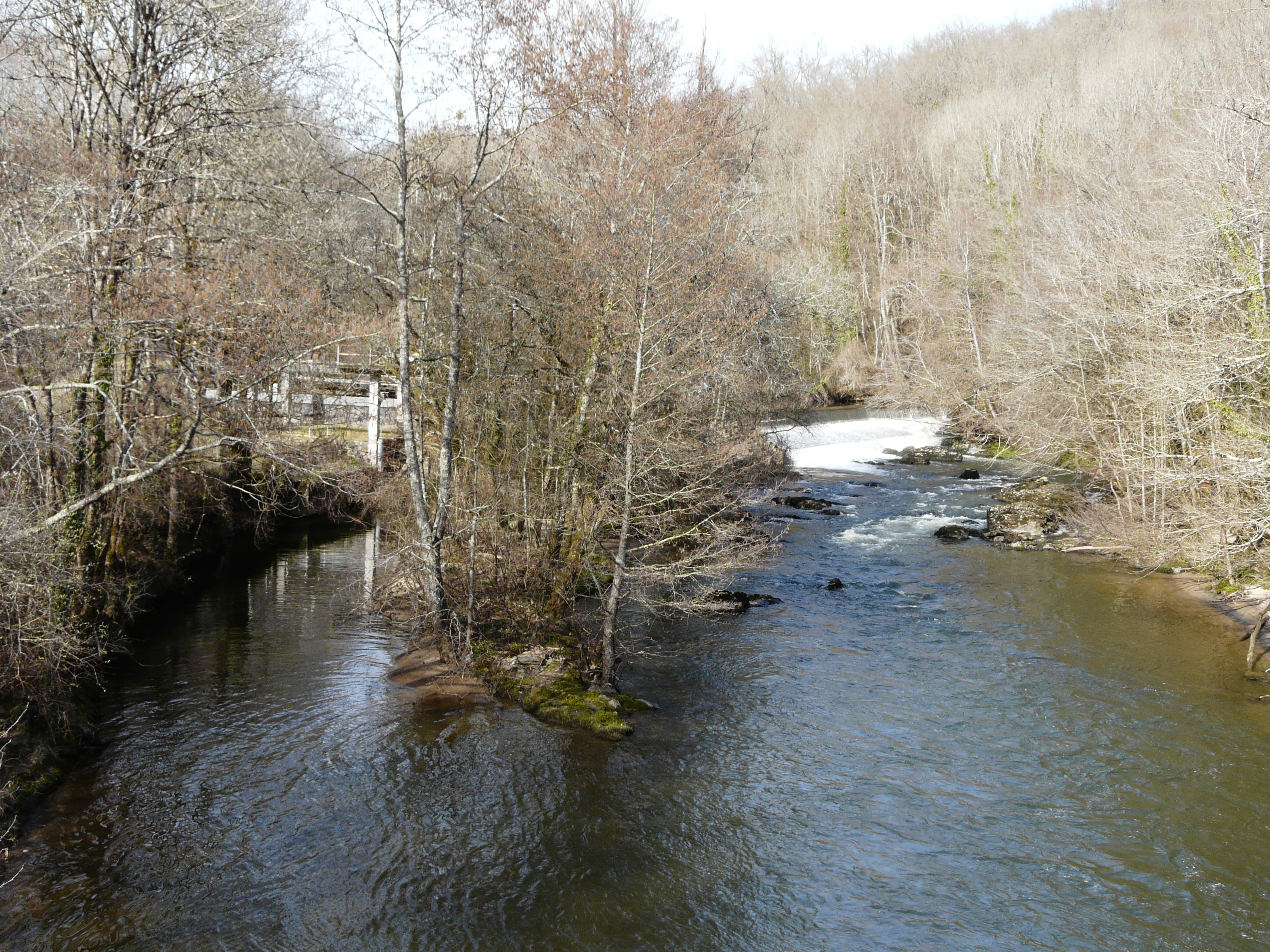
L'Auvézère au moulin du Pont.

En amont du moulin de Guimalet, les gorges de l'Auvézère, ainsi que la partie aval de son affluent le Dalon (les quatre derniers kilomètres), à dominante boisée, sont classées zone naturelle d'intérêt écologique, faunistique et floristique (ZNIEFF) de type II, partagée avec cinq autres communes ; neuf espèces déterminantes de plantes y ont été recensées, : l'Anarrhine à feuilles de Pâquerette (Anarrhinum bellidifolium), l'Anogramme à feuilles minces (Anogramma leptophylla, l'Asplénium lancéolé (Asplenium obovatum), le Cheilanthès de Tineo (Cheilanthes tinaei), la Doradille du nord (Asplenium septentrionale), la Joubarbe à toile d'araignée (Sempervivum arachnoideum), le Lis martagon (Lilium martagon), le Millepertuis à feuilles de lin (Hypericum linariifolium) et le Polystic des montagnes (Oreopteris limbosperma).

### Personnalités liées à la commune
- Albert Roche, (1876-1939), maire de Génis de 1919 à 1939, député de la Dordogne de 1934 à 1936, est né à Génis[67].
- Berthe et Jules Haas, deux réfugiés lorrains assassinés par des éléments de la division Brehmer, au lieu-dit Tous-Vents.

### Héraldique
| Blason de Génis | Blason  | D'azur à une bande d'argent chargée de trois tourteaux de gueules. |
| Blason de Génis | Détails | Statut officiel, blason présent sur le site de la commune.         |

## Pour approfondir